# Террі Гарт
Террі Джонатан Гарт (англ. Terry Jonathan Hart; 27 жовтня 1946, Піттсбург) — астронавт НАСА. Здійснив один космічний політ як фахівець польоту на шатлі «Челленджер» — STS-41-C (1984). Підполковник ВПС США.

## Освіта
- У 1964 році закінчив середню школу в Піттсбурзі.
- У 1968 році закінчив Університет Ліхай (Lehigh University) в Пенсільванії і здобув ступінь бакалавра наук з машинобудування.
- У 1969 році в Массачусетському технологічному інституті здобув ступінь магістра наук з механіки.
- У 1978 році в Університеті Ратгерса здобув ступінь магістра наук з електротехніки. Член організації випускників Інституту інженерів електротехніки та електроніки.

## Військова кар'єра
У 1968—1970 роках працював у дослідницькій лабораторії фірми «англ. Bell Telephone Laboratories». Брав участь у розробці різного устаткування, використовуваного компанією «англ. Bell System». За цей час отримав два патенти. На службі у ВПС США з червня 1969 року. Закінчив початкову підготовку як льотчик на базі ВПС Муді в Джорджії в грудні 1970 року. З грудня 1970 по 1973 рік служив стройовим пілотом перехоплювача F-106 у складі частин Командування ПРО на базах ВПС Тіндейл у Флориді, Лорінг у штаті Мен і Довер у штаті Делавер. З 1973 року перейшов на службу у ВПС Національної гвардії штату Нью-Джерсі і залишався льотчиком до 1985 року. Загальний наліт становить понад 3000 годин, з них не менше 2400 на реактивних літаках. Пішов у відставку в 1990 році, підполковником.

## Космічна підготовка
16 січня 1978 зарахований до загону астронавтів НАСА під час 8-го набору. Пройшов курс загальнокосмічної підготовки і в серпні 1979 року був зарахований до Відділу астронавтів як фахівець польоту. Входив до команди підтримки екіпажів STS-1, STS-2, STS-3, і STS-7. Під час всіх цих польотів виконував також функції оператора зв'язку з екіпажем в центрі управління.